# Pyłypiwci
Pyłypiwci (ukr. Пилипівці) – wieś na Ukrainie w rejonie rohatyńskim obwodu iwanofrankiwskiego.
Wieś założona w XVII w. Przed 1939 r. Podujany w gminie Puków.